# Полюга Лев Михайлович
Лев Миха́йлович Полю́га (14 листопада 1931, с. Оброшине, тепер Львівського району, Львівської області — квітень 2012, Львів) — мовознавець, доктор філологічних наук, професор з 1995.

## Життєпис
Народився Лев Михайлович 14 листопада 1931 року у національно свідомій селянській родині в селі Оброшино. Сім'ї матеріально доводилося нелегко, бо батько помер, коли хлопчик був ще немовлям, однак мати робила все можливе, щоб син здобув відповідну освіту. На формування світогляду юнака великий вплив мав добрий моральний клімат рідного села, про збереження якого багато років дбав священик Петро Шанковський. Багато доброго зробив і син священика професор Лев Шанковський — відомий організатор шкільництва в Галичині, а також його дружина Марта — вчителька української мови в їхньому селі, про яку із вдячністю згадує у своїх спогадах Лев Михайлович. Професор віддав шану й Левкові Шанковському, цій небуденній особистості, надрукувавши статтю про нього під промовистою назвою «Усе життя — для свого народу».
Навчався Левко спочатку в Оброшині, а у 1943–1944 роках – у Львівській академічній гімназії.
1948 року Лев Михайлович закінчив Львівську середню школу № 44, потім вступив на філологічний факультет Львівського державного університету імені Івана Франка, який закінчив у 1953 році.
Кандидатська дисертація «Лексична і фразеологічна синоніміка поетичних творів Івана Франка» (1964); докторська «Українська абстрактна лексика XIV — першої половини XVII ст». У 1953—1957 — старший науковий співробітник Львівського літературно-меморіального музею Івана Франка. 1991—1996 — професор кафедр загального мовознавства та української мови Львівського національного університету імені Івана Франка (за сумісництвом), з 1993 — професор кафедри української мови Національного університету «Львівська політехніка». 
З 1992 року член спеціалізованих вчених рад із захисту докторських та кандидатських дисертацій при Львівському університеті, Тернопільському педагогічному університеті, Ужгородському університеті. Під його керівництвом написали й захистили дисертації сьогоднішні доценти Л. Асіїв, У. Добосевич, М. Жуйкова, О. Литвин, О. Микитюк, О. Сімович, Г. Чуба, О. Гриджук та ін.
Член редколегії журналу «Мовознавство» (1994—1995). Член Національної комісії з питань правопису при Кабінеті Міністрів України (1992—2000).
В Інституті українознавства (у минулому — Інститут суспільних наук АН УРСР) з 1957: молодший, згодом старший, провідний науковий співробітник. Співавтор, член редколегії «Словника української мови XVI — першої половини XVII ст.»
Наукові інтереси: проблеми історії української мови, лексикографія, лексикологія, стилістика, мова творів Івана Франка.

## Праці
- Слово в поетичному тексті Івана Франка. — Київ: Наукова думка, 1977;
- Українська абстрактна лексика XIV—XVI ст. — Київ: Наукова думка, 1991;
- Морфемний словник. — Київ, 1983; Словник антонімів. — Київ, 1987;
- Короткий тлумачний словник української мови. — Київ, 1977; 2-е вид. — 1988 (у співавторстві);
- Російсько-український словник термінів лісівництва. — Київ: Наукова думка, 1980 (у співавторстві);
- Словник староукраїнської мови XIV—XV ст. — Т. 1-2. — Київ, 1977—1978. (у співавторстві);
- Лексика поетичних творів Івана Франка: Методичні вказівки з розвитку лексики. — Київ, 1990 (у співавторстві);
- Словник староукраїнської мови XIV—XV ст.: У 2 т. / Укл.: Д. Г. Гринчишин, У. Я. Єдлінська, В. Л. Карпова, І. М. Керницький, Л. М. Полюга, Р. Й. Керста, М. Л. Худаш. — Київ: Наукова думка, 1977—1978. — Т. 1—2.
- автор понад 250 статей.